# Інтелект собак
"Інтелект собак: Посібник до думок, емоцій та внутрішнього світу наших чотирилапих компаньйонів" — книга Стенлі Корена, професора психології собак Університету Британської Колумбії, опублікована в 1994 році. У ній автор розповідає про теорії щодо відмінностей у рівнях інтелекту різних порід собак. У 2006 році Корен випустив друге видання книги.
У книзі Корен визначає три аспекти інтелекту собаки: інстинктивний інтелект, адаптивний інтелект і інтелект роботи та слухняності. Інстинктивний інтелект відноситься до здатності собаки виконувати завдання, для яких її вирощували: наприклад, пасти, вказувати, приносити, охороняти або підтримувати товариство. Адаптивний інтелект стосується здатності собаки самостійно вирішувати проблеми,  тоді як робочий інтелект і інтелект слухняності відображають її вміння навчатися від людини.

## Методи
Рейтинг, представлений у книзі, фокусується на робочому та слухняному інтелекті. Корен надіслав запити до суддів випробувань слухняності з Американського кінологічного клубу та Канадського кінологічного клубу, з проханням оцінити породи за їхньою продуктивністю. Він отримав 199 відповідей, що становило близько 50% суддів, які на той час працювали у Північній Америці. У рейтингу враховувались лише ті породи, які отримали не менше 100 відгуків суддів. Така методологія була спрямована на уникнення зайвої ваги від простого підрахунку ступенів слухняності за породами. Використання експертної думки відповідало прийнятим стандартам і стало справжнім прецедентом.
Судді виявили значну згоду в своїх оцінках. Бордер-коллі стабільно входили до топ-10 найрозумніших собак, тоді як афганські хорти займали найнижчі місця. Найвищі оцінки отримали бордер-коллі, пуделі, німецькі вівчарки, золотисті ретривери та добермани.
Собаки, що не входять до порід, визнаних Американським чи Канадським кінологічними клубами (до прикладу, джек-рассел-тер'єри), не були включені у рейтинг Корена.

## Оцінка
Книга Корена представляє рейтинговий список інтелекту порід собак, складений на основі опитування 208 суддів з послуху собак у Північній Америці. Коли вона була вперше опублікована, її супроводжувала значна медійна увага та численні коментарі, як позитивні, так і критичні. З часом рейтинг порід і методологія Корена стали загальноприйнятими як достовірне відображення різниць між породами собак з точки зору їх тренованості. У 2009 році інше дослідження інтелекту собак за допомогою іншого методу підтвердило загальний патерн цього рейтингу, а у 2006 році Корен включив оновлене дослідження, яке базувалося на оцінках власників собак щодо їх тренованості та інтелекту.
Тим не менше, деякі дослідники когніції та кінологи відкидають результати, отримані за допомогою опитувань, як ненадійні з наукової точки зору.
У виданні 1995 року Корен перераховує 130 порід собак, розподілених на 79 рангів, з деякими порівняннями, і групує їх у шість знижуваних категорій.
| Ранг | Порода                                      | Категоря |
| ---- | ------------------------------------------- | --- |
| 1    | Бордер-колі                                 | Найяскравіші собаки - Розуміння нових команд: менше 5 повторень. - Виконуйте першу команду: 95% часу або краще.                                                |
| 2    | Пудель                                      | Найяскравіші собаки - Розуміння нових команд: менше 5 повторень. - Виконуйте першу команду: 95% часу або краще.                                                |
| 3    | Німецька вівчарка                           | Найяскравіші собаки - Розуміння нових команд: менше 5 повторень. - Виконуйте першу команду: 95% часу або краще.                                                |
| 4    | Золотистий ретривер                         | Найяскравіші собаки - Розуміння нових команд: менше 5 повторень. - Виконуйте першу команду: 95% часу або краще.                                                |
| 5    | Доберман                                    | Найяскравіші собаки - Розуміння нових команд: менше 5 повторень. - Виконуйте першу команду: 95% часу або краще.                                                |
| 6    | Шелті                                       | Найяскравіші собаки - Розуміння нових команд: менше 5 повторень. - Виконуйте першу команду: 95% часу або краще.                                                |
| 7    | Лабрадор                                    | Найяскравіші собаки - Розуміння нових команд: менше 5 повторень. - Виконуйте першу команду: 95% часу або краще.                                                |
| 8    | Континентальний той спанієль                | Найяскравіші собаки - Розуміння нових команд: менше 5 повторень. - Виконуйте першу команду: 95% часу або краще.                                                |
| 9    | Ротвейлер                                   | Найяскравіші собаки - Розуміння нових команд: менше 5 повторень. - Виконуйте першу команду: 95% часу або краще.                                                |
| 10   | Австралійський скотар                       | Найяскравіші собаки - Розуміння нових команд: менше 5 повторень. - Виконуйте першу команду: 95% часу або краще.                                                |
| 11   | Вельш Коргі Пемброк                         | Відмінні службові собаки - Розуміння нових команд: від 5 до 15 повторень. - Виконання першої команди: 85% часу або частіше.                                    |
| 12   | Цвергшнауцер                                | Відмінні службові собаки - Розуміння нових команд: від 5 до 15 повторень. - Виконання першої команди: 85% часу або частіше.                                    |
| 13   | Англійський спрінгер-спанієль               | Відмінні службові собаки - Розуміння нових команд: від 5 до 15 повторень. - Виконання першої команди: 85% часу або частіше.                                    |
| 14   | Бельгійська вівчарка                        | Відмінні службові собаки - Розуміння нових команд: від 5 до 15 повторень. - Виконання першої команди: 85% часу або частіше.                                    |
| 15   | Шипперке                                    | Відмінні службові собаки - Розуміння нових команд: від 5 до 15 повторень. - Виконання першої команди: 85% часу або частіше.                                    |
| 15   | Бельгійська вівчарка                        | Відмінні службові собаки - Розуміння нових команд: від 5 до 15 повторень. - Виконання першої команди: 85% часу або частіше.                                    |
| 16   | Коллі                                       | Відмінні службові собаки - Розуміння нових команд: від 5 до 15 повторень. - Виконання першої команди: 85% часу або частіше.                                    |
| 16   | Вольфшпіц                                   | Відмінні службові собаки - Розуміння нових команд: від 5 до 15 повторень. - Виконання першої команди: 85% часу або частіше.                                    |
| 17   | Курцхаар                                    | Відмінні службові собаки - Розуміння нових команд: від 5 до 15 повторень. - Виконання першої команди: 85% часу або частіше.                                    |
| 18   | Прямошерстий ретрівер                       | Відмінні службові собаки - Розуміння нових команд: від 5 до 15 повторень. - Виконання першої команди: 85% часу або частіше.                                    |
| 18   | Англійський кокер-спанієль                  | Відмінні службові собаки - Розуміння нових команд: від 5 до 15 повторень. - Виконання першої команди: 85% часу або частіше.                                    |
| 18   | Мітельшнауцер                               | Відмінні службові собаки - Розуміння нових команд: від 5 до 15 повторень. - Виконання першої команди: 85% часу або частіше.                                    |
| 19   | Бретонський епаньоль                        | Відмінні службові собаки - Розуміння нових команд: від 5 до 15 повторень. - Виконання першої команди: 85% часу або частіше.                                    |
| 20   | Кокер-спанієль                              | Відмінні службові собаки - Розуміння нових команд: від 5 до 15 повторень. - Виконання першої команди: 85% часу або частіше.                                    |
| 21   | Веймаранер                                  | Відмінні службові собаки - Розуміння нових команд: від 5 до 15 повторень. - Виконання першої команди: 85% часу або частіше.                                    |
| 22   | Бельгійська вівчарка                        | Відмінні службові собаки - Розуміння нових команд: від 5 до 15 повторень. - Виконання першої команди: 85% часу або частіше.                                    |
| 22   | Бернський зенненхунд                        | Відмінні службові собаки - Розуміння нових команд: від 5 до 15 повторень. - Виконання першої команди: 85% часу або частіше.                                    |
| 23   | Померанський шпіц                           | Відмінні службові собаки - Розуміння нових команд: від 5 до 15 повторень. - Виконання першої команди: 85% часу або частіше.                                    |
| 24   | Ірландський водяний спанієль                | Відмінні службові собаки - Розуміння нових команд: від 5 до 15 повторень. - Виконання першої команди: 85% часу або частіше.                                    |
| 25   | Угорська вижла                              | Відмінні службові собаки - Розуміння нових команд: від 5 до 15 повторень. - Виконання першої команди: 85% часу або частіше.                                    |
| 26   | Вельш Коргі Кардіган                        | Відмінні службові собаки - Розуміння нових команд: від 5 до 15 повторень. - Виконання першої команди: 85% часу або частіше.                                    |
| 27   | Чесапік бей ретривер                        | Службові собаки вище середнього рівня - Розуміння нових команд: від 15 до 25 повторень. - Виконання першої команди: 70% часу або частіше.                      |
| 27   | Пулі                                        | Службові собаки вище середнього рівня - Розуміння нових команд: від 15 до 25 повторень. - Виконання першої команди: 70% часу або частіше.                      |
| 27   | Йоркшир-тер'єр                              | Службові собаки вище середнього рівня - Розуміння нових команд: від 15 до 25 повторень. - Виконання першої команди: 70% часу або частіше.                      |
| 28   | Різеншнауцер                                | Службові собаки вище середнього рівня - Розуміння нових команд: від 15 до 25 повторень. - Виконання першої команди: 70% часу або частіше.                      |
| 29   | Ердельтер'єр                                | Службові собаки вище середнього рівня - Розуміння нових команд: від 15 до 25 повторень. - Виконання першої команди: 70% часу або частіше.                      |
| 29   | Фландрський був'є                           | Службові собаки вище середнього рівня - Розуміння нових команд: від 15 до 25 повторень. - Виконання першої команди: 70% часу або частіше.                      |
| 30   | Бордер-тер'єр                               | Службові собаки вище середнього рівня - Розуміння нових команд: від 15 до 25 повторень. - Виконання першої команди: 70% часу або частіше.                      |
| 30   | Бріард                                      | Службові собаки вище середнього рівня - Розуміння нових команд: від 15 до 25 повторень. - Виконання першої команди: 70% часу або частіше.                      |
| 31   | Вельш-спрінгер-спанієль                     | Службові собаки вище середнього рівня - Розуміння нових команд: від 15 до 25 повторень. - Виконання першої команди: 70% часу або частіше.                      |
| 32   | Манчестер-тер'єр                            | Службові собаки вище середнього рівня - Розуміння нових команд: від 15 до 25 повторень. - Виконання першої команди: 70% часу або частіше.                      |
| 33   | Самоїд                                      | Службові собаки вище середнього рівня - Розуміння нових команд: від 15 до 25 повторень. - Виконання першої команди: 70% часу або частіше.                      |
| 34   | Філд-спанієль                               | Службові собаки вище середнього рівня - Розуміння нових команд: від 15 до 25 повторень. - Виконання першої команди: 70% часу або частіше.                      |
| 34   | Ньюфаундленд                                | Службові собаки вище середнього рівня - Розуміння нових команд: від 15 до 25 повторень. - Виконання першої команди: 70% часу або частіше.                      |
| 34   | Австралійський тер'єр                       | Службові собаки вище середнього рівня - Розуміння нових команд: від 15 до 25 повторень. - Виконання першої команди: 70% часу або частіше.                      |
| 34   | Бородатий коллі                             | Службові собаки вище середнього рівня - Розуміння нових команд: від 15 до 25 повторень. - Виконання першої команди: 70% часу або частіше.                      |
| 35   | Керн тер'єр                                 | Службові собаки вище середнього рівня - Розуміння нових команд: від 15 до 25 повторень. - Виконання першої команди: 70% часу або частіше.                      |
| 35   | Керрі блю тер'єр                            | Службові собаки вище середнього рівня - Розуміння нових команд: від 15 до 25 повторень. - Виконання першої команди: 70% часу або частіше.                      |
| 35   | Ірландський сетер                           | Службові собаки вище середнього рівня - Розуміння нових команд: від 15 до 25 повторень. - Виконання першої команди: 70% часу або частіше.                      |
| 36   | Норвезькі елькхунди                         | Службові собаки вище середнього рівня - Розуміння нових команд: від 15 до 25 повторень. - Виконання першої команди: 70% часу або частіше.                      |
| 37   | Аффенпінчер                                 | Службові собаки вище середнього рівня - Розуміння нових команд: від 15 до 25 повторень. - Виконання першої команди: 70% часу або частіше.                      |
| 37   | Австралійський шовковистий тер'єр           | Службові собаки вище середнього рівня - Розуміння нових команд: від 15 до 25 повторень. - Виконання першої команди: 70% часу або частіше.                      |
| 37   | Цвергпінчер                                 | Службові собаки вище середнього рівня - Розуміння нових команд: від 15 до 25 повторень. - Виконання першої команди: 70% часу або частіше.                      |
| 37   | Англійський сетер                           | Службові собаки вище середнього рівня - Розуміння нових команд: від 15 до 25 повторень. - Виконання першої команди: 70% часу або частіше.                      |
| 37   | Фараоновий собака                           | Службові собаки вище середнього рівня - Розуміння нових команд: від 15 до 25 повторень. - Виконання першої команди: 70% часу або частіше.                      |
| 37   | Кламбер-спанієль                            | Службові собаки вище середнього рівня - Розуміння нових команд: від 15 до 25 повторень. - Виконання першої команди: 70% часу або частіше.                      |
| 38   | Норвіч-тер'єр                               | Службові собаки вище середнього рівня - Розуміння нових команд: від 15 до 25 повторень. - Виконання першої команди: 70% часу або частіше.                      |
| 39   | Далматин                                    | Службові собаки вище середнього рівня - Розуміння нових команд: від 15 до 25 повторень. - Виконання першої команди: 70% часу або частіше.                      |
| 40   | М’якошерстний пшеничний тер'єр              | Середній/"слухняний інтелект" - Розуміння нових команд: від 25 до 40 повторень. - Виконання першої команди: 50% часу або частіше.                              |
| 40   | Гладкошерстий фокстер'єр                    | Середній/"слухняний інтелект" - Розуміння нових команд: від 25 до 40 повторень. - Виконання першої команди: 50% часу або частіше.                              |
| 41   | Курчавошерстний ретрівер                    | Середній/"слухняний інтелект" - Розуміння нових команд: від 25 до 40 повторень. - Виконання першої команди: 50% часу або частіше.                              |
| 41   | Ірландський вольфгаунд                      | Середній/"слухняний інтелект" - Розуміння нових команд: від 25 до 40 повторень. - Виконання першої команди: 50% часу або частіше.                              |
| 42   | Кувас                                       | Середній/"слухняний інтелект" - Розуміння нових команд: від 25 до 40 повторень. - Виконання першої команди: 50% часу або частіше.                              |
| 42   | Австралійська вівчарка                      | Середній/"слухняний інтелект" - Розуміння нових команд: від 25 до 40 повторень. - Виконання першої команди: 50% часу або частіше.                              |
| 43   | Салукі                                      | Середній/"слухняний інтелект" - Розуміння нових команд: від 25 до 40 повторень. - Виконання першої команди: 50% часу або частіше.                              |
| 43   | Фінський шпіц                               | Середній/"слухняний інтелект" - Розуміння нових команд: від 25 до 40 повторень. - Виконання першої команди: 50% часу або частіше.                              |
| 43   | Англійський пойнтер                         | Середній/"слухняний інтелект" - Розуміння нових команд: від 25 до 40 повторень. - Виконання першої команди: 50% часу або частіше.                              |
| 44   | Кавалер кінг чарльз спанієль                | Середній/"слухняний інтелект" - Розуміння нових команд: від 25 до 40 повторень. - Виконання першої команди: 50% часу або частіше.                              |
| 44   | Німецький жорсткошерстий лягавий собака     | Середній/"слухняний інтелект" - Розуміння нових команд: від 25 до 40 повторень. - Виконання першої команди: 50% часу або частіше.                              |
| 44   | Чорно-підпалий кунхаунд                     | Середній/"слухняний інтелект" - Розуміння нових команд: від 25 до 40 повторень. - Виконання першої команди: 50% часу або частіше.                              |
| 44   | Американський водяний спанієль              | Середній/"слухняний інтелект" - Розуміння нових команд: від 25 до 40 повторень. - Виконання першої команди: 50% часу або частіше.                              |
| 45   | Сибірський хаскі                            | Середній/"слухняний інтелект" - Розуміння нових команд: від 25 до 40 повторень. - Виконання першої команди: 50% часу або частіше.                              |
| 45   | Бішон фрізе                                 | Середній/"слухняний інтелект" - Розуміння нових команд: від 25 до 40 повторень. - Виконання першої команди: 50% часу або частіше.                              |
| 45   | Кавалер Кінг Чарльз спанієль                | Середній/"слухняний інтелект" - Розуміння нових команд: від 25 до 40 повторень. - Виконання першої команди: 50% часу або частіше.                              |
| 46   | Тибетський спанієль                         | Середній/"слухняний інтелект" - Розуміння нових команд: від 25 до 40 повторень. - Виконання першої команди: 50% часу або частіше.                              |
| 46   | Англійський фоксхаунд                       | Середній/"слухняний інтелект" - Розуміння нових команд: від 25 до 40 повторень. - Виконання першої команди: 50% часу або частіше.                              |
| 46   | Оттерхаунд                                  | Середній/"слухняний інтелект" - Розуміння нових команд: від 25 до 40 повторень. - Виконання першої команди: 50% часу або частіше.                              |
| 46   | Джек-рассел-тер'єр                          | Середній/"слухняний інтелект" - Розуміння нових команд: від 25 до 40 повторень. - Виконання першої команди: 50% часу або частіше.                              |
| 46   | Американський фоксгаунд                     | Середній/"слухняний інтелект" - Розуміння нових команд: від 25 до 40 повторень. - Виконання першої команди: 50% часу або частіше.                              |
| 46   | Французький жорсткошерстий пойнтер-грифффон | Середній/"слухняний інтелект" - Розуміння нових команд: від 25 до 40 повторень. - Виконання першої команди: 50% часу або частіше.                              |
| 47   | Вест-хайленд-вайт-тер'єр                    | Середній/"слухняний інтелект" - Розуміння нових команд: від 25 до 40 повторень. - Виконання першої команди: 50% часу або частіше.                              |
| 47   | Дірхаунд                                    | Середній/"слухняний інтелект" - Розуміння нових команд: від 25 до 40 повторень. - Виконання першої команди: 50% часу або частіше.                              |
| 48   | Боксер                                      | Середній/"слухняний інтелект" - Розуміння нових команд: від 25 до 40 повторень. - Виконання першої команди: 50% часу або частіше.                              |
| 48   | Німецький дог                               | Середній/"слухняний інтелект" - Розуміння нових команд: від 25 до 40 повторень. - Виконання першої команди: 50% часу або частіше.                              |
| 49   | Такса                                       | Середній/"слухняний інтелект" - Розуміння нових команд: від 25 до 40 повторень. - Виконання першої команди: 50% часу або частіше.                              |
| 49   | Стаффордширський бультер'єр                 | Середній/"слухняний інтелект" - Розуміння нових команд: від 25 до 40 повторень. - Виконання першої команди: 50% часу або частіше.                              |
| 50   | Аляскинський маламут                        | Середній/"слухняний інтелект" - Розуміння нових команд: від 25 до 40 повторень. - Виконання першої команди: 50% часу або частіше.                              |
| 51   | Віппет                                      | Середній/"слухняний інтелект" - Розуміння нових команд: від 25 до 40 повторень. - Виконання першої команди: 50% часу або частіше.                              |
| 51   | Шар-пей                                     | Середній/"слухняний інтелект" - Розуміння нових команд: від 25 до 40 повторень. - Виконання першої команди: 50% часу або частіше.                              |
| 51   | Фокстер'єр (жорсткошерстий)                 | Середній/"слухняний інтелект" - Розуміння нових команд: від 25 до 40 повторень. - Виконання першої команди: 50% часу або частіше.                              |
| 52   | Родезійський ріджбек                        | Середній/"слухняний інтелект" - Розуміння нових команд: від 25 до 40 повторень. - Виконання першої команди: 50% часу або частіше.                              |
| 53   | Івицький хорт                               | Середній/"слухняний інтелект" - Розуміння нових команд: від 25 до 40 повторень. - Виконання першої команди: 50% часу або частіше.                              |
| 53   | Вельш тер'єр                                | Середній/"слухняний інтелект" - Розуміння нових команд: від 25 до 40 повторень. - Виконання першої команди: 50% часу або частіше.                              |
| 53   | Ірландський тер'єр                          | Середній/"слухняний інтелект" - Розуміння нових команд: від 25 до 40 повторень. - Виконання першої команди: 50% часу або частіше.                              |
| 54   | Бостон-тер'єр                               | Середній/"слухняний інтелект" - Розуміння нових команд: від 25 до 40 повторень. - Виконання першої команди: 50% часу або частіше.                              |
| 54   | Акіта                                       | Середній/"слухняний інтелект" - Розуміння нових команд: від 25 до 40 повторень. - Виконання першої команди: 50% часу або частіше.                              |
| 55   | Скай-тер'єр                                 | Непоганий/"слухняний інтелект" - Розуміння нових команд: від 40 до 80 повторень. - Виконання першої команди: 30% часу або частіше.                             |
| 56   | Норфолкський тер'єр                         | Непоганий/"слухняний інтелект" - Розуміння нових команд: від 40 до 80 повторень. - Виконання першої команди: 30% часу або частіше.                             |
| 56   | Сіліхем-тер’єр                              | Непоганий/"слухняний інтелект" - Розуміння нових команд: від 40 до 80 повторень. - Виконання першої команди: 30% часу або частіше.                             |
| 57   | Мопс                                        | Непоганий/"слухняний інтелект" - Розуміння нових команд: від 40 до 80 повторень. - Виконання першої команди: 30% часу або частіше.                             |
| 58   | Французький бульдог                         | Непоганий/"слухняний інтелект" - Розуміння нових команд: від 40 до 80 повторень. - Виконання першої команди: 30% часу або частіше.                             |
| 59   | Брюссельський грифон                        | Непоганий/"слухняний інтелект" - Розуміння нових команд: від 40 до 80 повторень. - Виконання першої команди: 30% часу або частіше.                             |
| 59   | Мальтез                                     | Непоганий/"слухняний інтелект" - Розуміння нових команд: від 40 до 80 повторень. - Виконання першої команди: 30% часу або частіше.                             |
| 60   | Італійський хорт                            | Непоганий/"слухняний інтелект" - Розуміння нових команд: від 40 до 80 повторень. - Виконання першої команди: 30% часу або частіше.                             |
| 61   | Китайський чубатий собака                   | Непоганий/"слухняний інтелект" - Розуміння нових команд: від 40 до 80 повторень. - Виконання першої команди: 30% часу або частіше.                             |
| 62   | Денді-дінмонт-тер’єр                        | Непоганий/"слухняний інтелект" - Розуміння нових команд: від 40 до 80 повторень. - Виконання першої команди: 30% часу або частіше.                             |
| 62   | Малий вандейський бассет-грифон             | Непоганий/"слухняний інтелект" - Розуміння нових команд: від 40 до 80 повторень. - Виконання першої команди: 30% часу або частіше.                             |
| 62   | Тибетський тер'єр                           | Непоганий/"слухняний інтелект" - Розуміння нових команд: від 40 до 80 повторень. - Виконання першої команди: 30% часу або частіше.                             |
| 62   | Японський хін                               | Непоганий/"слухняний інтелект" - Розуміння нових команд: від 40 до 80 повторень. - Виконання першої команди: 30% часу або частіше.                             |
| 62   | Лейкленд-тер’єр                             | Непоганий/"слухняний інтелект" - Розуміння нових команд: від 40 до 80 повторень. - Виконання першої команди: 30% часу або частіше.                             |
| 63   | Староанглійська вівчарка                    | Непоганий/"слухняний інтелект" - Розуміння нових команд: від 40 до 80 повторень. - Виконання першої команди: 30% часу або частіше.                             |
| 64   | Великий піренейський гірський собака        | Непоганий/"слухняний інтелект" - Розуміння нових команд: від 40 до 80 повторень. - Виконання першої команди: 30% часу або частіше.                             |
| 65   | Шотландський тер'єр                         | Непоганий/"слухняний інтелект" - Розуміння нових команд: від 40 до 80 повторень. - Виконання першої команди: 30% часу або частіше.                             |
| 65   | Сенбернар                                   | Непоганий/"слухняний інтелект" - Розуміння нових команд: від 40 до 80 повторень. - Виконання першої команди: 30% часу або частіше.                             |
| 66   | Бультер'єр                                  | Непоганий/"слухняний інтелект" - Розуміння нових команд: від 40 до 80 повторень. - Виконання першої команди: 30% часу або частіше.                             |
| 67   | Чихуахуа                                    | Непоганий/"слухняний інтелект" - Розуміння нових команд: від 40 до 80 повторень. - Виконання першої команди: 30% часу або частіше.                             |
| 68   | Лхаса-апсо                                  | Непоганий/"слухняний інтелект" - Розуміння нових команд: від 40 до 80 повторень. - Виконання першої команди: 30% часу або частіше.                             |
| 69   | Бульмастиф                                  | Непоганий/"слухняний інтелект" - Розуміння нових команд: від 40 до 80 повторень. - Виконання першої команди: 30% часу або частіше.                             |
| 70   | Ши-цу                                       | Найнижчий ступінь "робочого"/"слухняного інтелекту" - Розуміння нових команд: від 80 до 100 повторень і більше. - Виконуйте першу команду: 25% часу або гірше. |
| 71   | Басет-гаунд                                 | Найнижчий ступінь "робочого"/"слухняного інтелекту" - Розуміння нових команд: від 80 до 100 повторень і більше. - Виконуйте першу команду: 25% часу або гірше. |
| 72   | Мастиф                                      | Найнижчий ступінь "робочого"/"слухняного інтелекту" - Розуміння нових команд: від 80 до 100 повторень і більше. - Виконуйте першу команду: 25% часу або гірше. |
| 72   | Бігль                                       | Найнижчий ступінь "робочого"/"слухняного інтелекту" - Розуміння нових команд: від 80 до 100 повторень і більше. - Виконуйте першу команду: 25% часу або гірше. |
| 73   | Пекінес                                     | Найнижчий ступінь "робочого"/"слухняного інтелекту" - Розуміння нових команд: від 80 до 100 повторень і більше. - Виконуйте першу команду: 25% часу або гірше. |
| 74   | Бладгаунд                                   | Найнижчий ступінь "робочого"/"слухняного інтелекту" - Розуміння нових команд: від 80 до 100 повторень і більше. - Виконуйте першу команду: 25% часу або гірше. |
| 75   | Російська псова борза                       | Найнижчий ступінь "робочого"/"слухняного інтелекту" - Розуміння нових команд: від 80 до 100 повторень і більше. - Виконуйте першу команду: 25% часу або гірше. |
| 76   | Чау-чау                                     | Найнижчий ступінь "робочого"/"слухняного інтелекту" - Розуміння нових команд: від 80 до 100 повторень і більше. - Виконуйте першу команду: 25% часу або гірше. |
| 77   | Англійський бульдог                         | Найнижчий ступінь "робочого"/"слухняного інтелекту" - Розуміння нових команд: від 80 до 100 повторень і більше. - Виконуйте першу команду: 25% часу або гірше. |
| 78   | Басенджі                                    | Найнижчий ступінь "робочого"/"слухняного інтелекту" - Розуміння нових команд: від 80 до 100 повторень і більше. - Виконуйте першу команду: 25% часу або гірше. |
| 79   | Афганський хорт                             | Найнижчий ступінь "робочого"/"слухняного інтелекту" - Розуміння нових команд: від 80 до 100 повторень і більше. - Виконуйте першу команду: 25% часу або гірше. |

## Дивіться також
- Список порід собак
- Список окремих собак